# Обанос
Обанос (ісп. Obanos) — муніципалітет в Іспанії, у складі автономної спільноти Наварра. Населення — 979 осіб (2009).
Муніципалітет розташований на відстані близько 300 км на північний схід від Мадрида, 19 км на південний захід від Памплони.

## Демографія
Динаміка населення (INE ):

## Галерея зображень

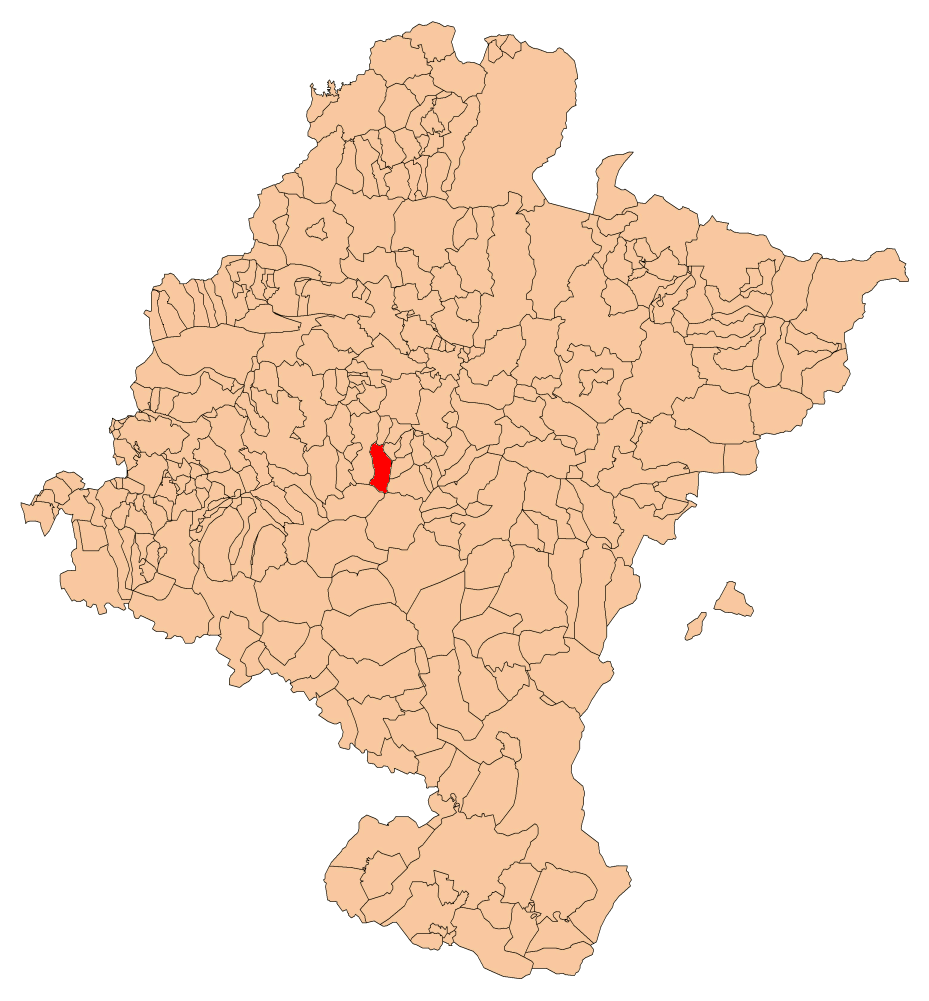
Розташування муніципалітету